# Ауд-Камерік
Ауд-Камерік (нід. Oud-Kamerik) — селище в нідерландській провінції Утрехт. Входить до муніципалітету Вурден.
Перша згадка про населений пункт датується 1296 роком. Наразі у ньому нараховується близько 60 будинків.